# 김열규
김열규(金烈圭, 1932년 2월~2013년 10월 22일)는 대한민국의 한국학자이다.

## 생애
경상남도 고성에서 태어났다. 서울대학교 국어국문학과 졸업 후, 동대학원에서 국문학 및 민속학을 전공했다. 1963년 김정반이라는 필명으로 조선일보 신춘문예 평론부문에 당선했다. 세례명 에라스무스.

## 이력
- 충남대학교 문리과대학 조교수
- 1962년-1991년 서강대학교 국문학과 교수
- 하버드-옌칭 연구소 객원교수
- 계명대학교 한국학연구원 석좌교수
- 인제대학교 교수

## 저서
- 《아흔 즈음에》. 휴머니스트. 2014년.
- 《한국인 한국문화(상징으로 말하는)》. 일조각. 2013년.
- 《한국신화 그 매혹의 스토리텔링》. 한울. 2013년.
- 《이젠 없는 것들 1,2》. 문학과지성사. 2013년.
- 《한국인의 에로스》. 궁리. 2011년.
- 《도깨비본색 뿔난한국인》. 사계절. 2010년.
- 《한국인의 돈》. 이숲. 2009년.
- 《기호로 읽는 한국 문화》. 서강대학교출판부. 2008년.
- 《한국인의 자서전》. 웅진지식하우스. 2006년.
- 《한국인의 신화》. 일조각. 2005년.
- 《Uncovering the Codes: Fifteen Keywords in Korean Culture》. Jain Publishing. 2005년.
- 《한국인의 화》. 휴머니스트. 2004년.
- 《동북아시아 샤머니즘과 신화론》. 아카넷. 2003년.
- 《한국의 전설》. 한국학술정보. 2003년.
- 《한국인의 유머》. 한국학술정보. 2003년.
- 《우리 민속문학의 이해》. 한국학술정보. 2003년.
- 《욕: 그 카타르시스의 미학》. 사계절. 2003년.
- 《한국인의 죽음과 삶》. 철학과현실사. 2001년.
- 《한국의 문화코드 열다섯가지》. 도서출판 마루. 1997년.
- 《한국문학사의 현실과 이상》. 새문사. 1996년.
- 《한국여성 그들은 누구인가》. 자유문학사. 1990년.
- 《한국인 우리들은 누구인가》. 자유문학사. 1988년.
- 《한국인 그마음의 근원을 찾는다》. 문학사상사. 1987년.
- 《한용운연구》. 새문사. 1987년.
- 《한국문학사》. 탐구당. 1983년.
- 《문화의 자장》. 평민사. 1978년.

## 같이 보기
- 이기문
- 김완진
- 이승욱
- 정연찬
- 안병희
- 강신항